# Orfismo (movimento artístico)

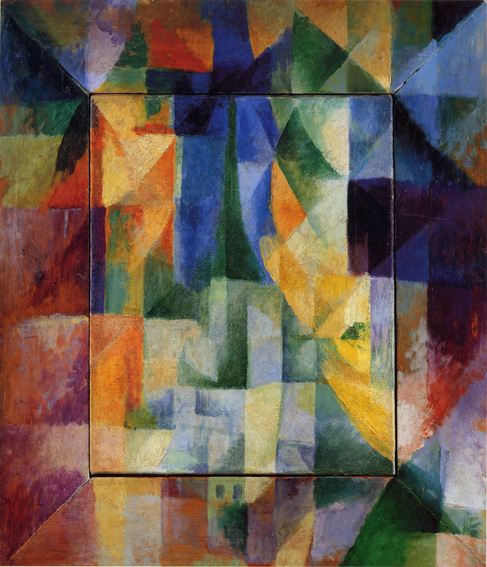
Janelas Simultâneas na Cidade - Robert Delaunay

Orfismo foi um movimento efêmero da pintura francesa que brotou a partir do cubismo por volta de 1912, principal meio de expressão artística era o uso de cores fortes e vibrantes.

## Histórico
A palavra orfismo, que já fora usada com relação aos simbolistas, foi aplicada ao movimento por Guillaume Apollinaire; a referência a Orfeu, o poeta-cantor da mitologia grega, refletia o desejo dos artistas envolvidos de acrescentar um novo elemento de lirismo e cor ao austero cubismo intelectual de Picasso, Braque e Gris. Os pintores arrolados por Apollinaire, que formou o chamado grupo de Puteaux, como praticantes do orfismo eram Robert Delaunay, Fernand Léger, Francis Picabia, Marcel Duchamp e Frank Kupka. Os orfistas faziam da cor o principal meio de expressão artística, e Delaunay e Kupka incluíram-se entre os primeiros artistas a pintar obras totalmente não-figurativas, perseguindo uma suposta analogia entre a abstração pura e a música. Embora efêmero, o orfismo exerceu forte influência sobre a pintura alemã (especialmente sobre Macke, Marc e Paul Klee) e sobre o sincrômismo.

## Delaunay
- O Slogan da Exposição Internacional das Artes e das Técnicas, de 1937, ilustra bem os frescos murais de Robert Delaunay expostos no Palácio de Aeronáutica e dos Caminhos de Ferro: «VELOCIDADE - ARTE ABSTRACTA»

## Definição por Apollinaire
- Segundo Apollinaire, o Orfismo designa uma abstracção puramente imaginária derivada do Cubismo, mas que se tornara lírica através da utilização das cores puras aplicadas segundo o princípio do contraste simultâneo, ou através de analogias com a música, como as "anarquias filosóficas" de František Kupka.

Através da oposição das cores puras complementares, e de tons frios e quentes, as obras órficas surgerem um perpétuo movimento e as evoluções da luz em redes de linhas helicoidais ou circulares dispostas segundo um ritmo ímpar. 

O estilo órfico terá uma enorme influência em Paul Klee e nos pintores Auguste Macke e Franz Marc do movimento Cavaleiro Azul.